# Tabanus expulsus
Tabanus expulsus är en tvåvingeart som beskrevs av Walker 1854. Tabanus expulsus ingår i släktet Tabanus och familjen bromsar.
Artens utbredningsområde är Vanuatu. Inga underarter finns listade i Catalogue of Life.